# Arnebia obovata
Arnebia obovata är en strävbladig växtart som beskrevs av A. Bunge. Arnebia obovata ingår i släktet Arnebia och familjen strävbladiga växter. Inga underarter finns listade i Catalogue of Life.